# Mick Kenney
Mick Kenney (ur. 18 stycznia 1980; znany pod pseudonimami takimi jak Migg, Irrumator czy Kordhell (od 2021)) – brytyjski muzyk, artysta oraz producent pochodzący z Birmingham. Jest on członkiem zespołów metalowych, którymi są: Anaal Nathrakh, Exploder, Frost, Professor Fate, oraz Mistress. Mick Kenney stworzył okładki na płyty zespołów takich jak Napalm Death, Gorerotted czy Aborym.
Jest on również współzałożycielem FETO Records wraz z członkiem Napalm Death Shane’em Emburym. FETO wydało płyty takich grup, jak Mistress, Exploder, Lock Up i Ramesses.
W 2021 roku Kenney zaczął wydawać muzykę w stylu phonk pod pseudonimem Kordhell. Jego piosenka Murder in My Mind znalazła się na listach przebojów w Austrii, Niemczech, Szwecji, Szwajcarii, Włoszech (gdzie została wyróżniona srebrną płytą) i Wielkiej Brytanii, zaś w 2024 roku utwór odznaczono autoryzowaną przez RIAA platynową płytą.

## Dyskografia

### zMistress
- (2001) – Fuck off (demo)
- (2001) – Lord Worm (demo)
- (2002) – Mistress
- (2002) – split 7" z Sally
- (2003) – Mistress II: The Chronovisor
- (2005) – In Disgust We Trust
- (2006) – The Glory Bitches of Doghead

### zFukpig
- (2001) – The Depths Of Humanity (demo)
- (2002) – Bombs of War (demo)
- (2003) – Nuclear Apocalypse (demo)
- (2009) – Spewings From a Selfish Nation
- (2010) – Belief is the Death of Intelligence

### zFrost
- (2002) – Filthy Black Shit (demo)
- (2002) – Cursed Again
- (2004) – Talking to God
- (2005) – Black

### zExploder
- (2006) – Exploder

### jakoProfessor Fate
- (2007) – Inferno

### Występy gościnne
- (2002) – Disgust – The Horror of it All
- (2003) – Aborym – With No Human Intervention

### JakoKordhell
- (2021) - Beat Tape 1 (LP?):
  - Birth
  - Annexation
  - Destroyer
  - The Tragic Sense of Life
  - Dawn of Truth
  - Dionysian
  - Beyond Good and Evil
  - Infinity
  - Dead Ahead
  - Murder and Heresy
  - One Final Goodbye
- (2021) Phonkageddon (EP):
  - Death Bound
  - Wig Split
  - Live Another Day
- (2021) - 9mm (singiel)
- (2021) - Evil Be My Witness (singiel)
- (2021) - Fate In Against Me (singiel)
- (2021) - Killers From The Northside - (singiel), istnieje też wersja przyśpieszona
- (2021) - Memphis Doom (singiel)
- (2022) - Murder in My Mind (singiel)
- (2022) - Killa (singiel?)
- (2022) - To Hell And Back (współpraca z RAIZHELL oraz FKBAMBAM (singiel)
- (2022) - Bad Boy Chiller Crew - BMW [autorski remix utworu] (singiel)
- (2022) - Scopin (singiel)
- (2022) - Zep Tepi (singiel, z wersją sloved and reverb)
- (2022) - Unholy (współpraca z DXRK [wstaw znaki kanji]) (singiel)
- (2022) - Dead On Arrival (współpraca z KUTE) (singiel)
- (2022) - Fatality (singiel, istnieje wersja sloved and reverb)